# Miglòs
Miglòs (en francès Miglos) és un municipi francès situat al departament de l'Arieja i a la regió d'Occitània.